# Sympathy for the Record Industry
Sympathy for the Record Industry es una compañía discográfica independiente fundada en 1988, por el dueño Long Gone John.
La empresa es totalmente independiente de cualquier compañía discográfica y es una de las pocas que se ha encargado de distribuir música y rock, con un criterio vanguardista y culto para los grupos promesa.
Ha habido grupos de talla mundial que han estado en la compañía como: The White Stripes, Billy Childish, Hole, Courtney Love, Turbonegro, entre otros.

## Artistas y Músicos de la Compañía
Aquí se muestra un listado de la mayoría de los grupos de la compañía, sin embargo, se estiman más, pero aquí solamente se verán los más conocidos de la compañía que están en la actualidad o que alguna vez formaron parte.
- Acid King
- Bad Religion
- Billy Childish
- Coop
- The Creamers
- Blag Dahila
- The Deadly Snakes
- The Detroit Cobras
- The Donnas
- Dwarves
- Roky Erickson
- Eric Erlandson
- Free Kitten
- The Friggs
- Camile Ross García
- Gas Huffer
- Geraldine Fibbers
- Girl Trouble
- The Gizmos
- Holly Golightly
- The Gun Club
- Happy Campers
- Christian Hejnal
- Helen Love
- Hole
- The (International) Noise Conspiracy
- Jack Off Jill
- Jessicka
- Long Gone John (también distribuye música como músico)
- Inger Lorre
- Courtney Love
- Man or Astro-man?
- April March
- Marion Peck
- Elizabeth McGrath
- Miss Derringer
- The Muffs
- The Mummies
- Oblivians
- The Pooh Sticks
- Ramleh
- Red Aunts
- Rocket from the Crypt
- Rodney & the Tube Tops
- Mark Ryden
- Scarling.
- The Scientists
- Servotron
- Soledad Brothers
- Southern Culture on the Skids
- Spacemen 3
- Supernova
- Teengenerate
- The Trashwomen
- Turbonegro
- The Upholsterers
- Veruca Salt
- El Vez
- The Von Bondies
- Wesley Willis Fiasco
- The White Stripes
- The Willowz
- Jack Yarber